# ترول فيس
ترول فيس (بالإنجليزية: Trollface أو Troll face)‏ هي صورة ميم إنترنت هزلية غاضبة لشخصية ترتدي ابتسامة عريضة، وترمز إلى المتصيدين عبر بالإنترنت. تُعد الصورة واحدة من أقدم وأشهر الوجوه الكوميدية الغاضبة عبر الإنترنت. 